# 유촌초등학교 (광주)
유촌초등학교는 대한민국 광주광역시 서구 쌍촌동에 있는 공립 초등학교이다.

## 학교 연혁
- 1998. 03. 01 유촌초등학교 개교(19학급 인가)
- 1998. 03. 01 초대 정영기 교장 부임
- 1999. 03. 01 29학급 인가(10학급 증설)
- 2000. 03. 01 33학급 인가(3학급 증설), 유치원(1학급) 개원
- 2001. 03. 01 36학급 인가(3학급 증설)
- 2001. 11. 01 광주광역시교육청 교단선진화 시범학교 공개
- 2002. 09. 01 계수초등학교 분리, 14학급 인가, 유치원 1학급 인가
- 2003. 03. 01 26학급 인가(12학급 증설), 유치원 종일반 운영 인가
- 2004. 03. 01 28학급 인가(2학급 증설)
- 2005. 03. 01 30학급 인가(2학급 증설)
- 2006. 03. 01 36학급 인가(6학급 증설)
- 2007. 03. 01 광주광역시교육청 사회과 교실수업개선 연구학교 운영
- 2011. 02. 14 제13회 졸업(졸업생 누계: 계 2354명)
- 2012. 02. 17 제14회 졸업(졸업생 누계: 계 2581명)
- 2012. 03. 01 제6대 박동만 교장 부임
- 2013. 02. 17 제15회 졸업(졸업생 누계: 계 2781명)
- 2013. 03. 01 융합인재교육(STEAM) 연구학교 운영(교육부 요청)
- 2013. 03. 01 유촌초등학교 지역공동체 영재학급 개설(수학과)
- 2014. 02. 17 제16회 졸업(졸업생 누계: 계 2973명)
- 2015. 02. 13 제17회 졸업(졸업생 누계: 계 3140명)
- 2015. 03. 01 제7대 양경숙 교장 부임

## 참고 자료
- 유촌초등학교 - 한국교육학술정보원 학교알리미